# Titoli all'ordine
I titoli all'ordine sono titoli di credito intestati ad una determinata persona.

## Tipologie
Ne sono tipici esempi la cambiale, l'assegno bancario, l'assegno circolare.

## Circolazione
Essi circolano e si trasferiscono mediante consegna del titolo accompagnata da una serie continua di girate.
La girata è una dichiarazione effettuata sul titolo da parte del girante che ordina al debitore di adempiere la propria obbligazione non più nei confronti dell'intestatario del titolo ma nei confronti del giratario.
La girata può essere:
1. piena: quando riporta l'indicazione del giratario;
2. in bianco: quando riporta la sola firma del girante e non l'indicazione del giratario;
3. per procura: quando rimane invariato il diritto cartolare del girante. In tal caso il giratario avrà unicamente la funzione di rappresentare, ai fini dell'incasso del titolo, il girante;
4. in garanzia: il girante (che rimane titolare del diritto) girerà il titolo al giratario unicamente a garanzia di un debito che il primo ha verso il secondo (nella specie attribuirà al giratario un diritto di pegno).